# Srivilliputhur
Srivilliputhur (en tamoul : ஸ்ரீவில்லிப்புத்தூர்), appelée également Thiruvilliputhur, est une ville de l'état du Tamil Nadu, dans le sud-est de l'Inde. Administrée par le district de Virudhunagar, elle est le chef-lieu du taluk éponyme. La localité est très célèbre pour être une ville sainte sri vishnouïte, lieu de naissance de la célèbre sainte-poétesse Andal ainsi que de son père Periyalvar, également saint.
La commune est située au pied des Ghats occidentaux, face au massif des Meghamalai ou High Wavy Mountains en anglais. Son temple principal est dédié à Vattapatrashayi, une forme de Krishna et de Vishnou qui faisait l'objet d'une contemplation particulière de la part des Alvars, dont surtout Periyalvar et Andal. 